# Man on the Moon II: The Legend of Mr. Rager
Pour les articles homonymes, voir Man on the Moon (homonymie).
Albums de Kid Cudi
Man on the Moon: The End of Day
(2009) Indicud
(2013)
Singles
1. Erase Me
Sortie : 17 août 2010
2. Mr. Rager
Sortie : 25 octobre 2010

Man on the Moon II: The Legend of Mr. Rager est le deuxième album studio de Kid Cudi, sorti en 2010.
L'album était au départ intitulé Cudder: The Revolution of Evolution.
Kid Cudi a déclaré que Man on the Moon II était plus sombre que son premier opus qui parlait de ses rêves. Celui-ci aborde sa réalité, bonne ou mauvaise. Il revient sur des sujets beaucoup plus personnels comme son addiction passée à la cocaïne, notamment sur le titre These Worries avec Mary J. Blige, ou à la marijuana sur un titre du même nom, dont le clip est réalisé par Shia LaBeouf.
L'album a été certifié disque d'or par la Recording Industry Association of America (RIAA) le 26 juillet 2012.
La « saga » Man on the Moon se poursuit en 2020 avec Man on the Moon III: The Chosen.

## Singles
Revofev est le premier extrait promotionnel de l'album. Produit par Plain Pat, il a été présenté sur le site officiel de Kid Cudi le 17 juin 2010.
Le premier single officiel est Erase Me en featuring avec Kanye West. Le titre a été officiellement commercialisé sur iTunes le 24 août 2010. Dans le clip du morceau réalisé par Jason Goldwatch, on peut apercevoir les acteurs Christopher Mintz-Plasse et Clark Duke qui jouent des musiciens.
Le 25 octobre 2010, un second single, Mr. Rager, est sorti officiellement sur iTunes.

## Liste des titres
| 1. | Scott Mescudi vs. the World (featuring Cee-Lo) | Emile, The Smeezingtons, No I.D. | In My Dreams (Cudder Anthem) de Kid Cudi                                 | 3:55 |
| 2. | REVOFEV                                        | Plain Pat, Mike Dean             | Siderenios Anthropos (Ο Σιδερένιος Άνθρωπος) de Η. Αcβεcτόπουλοc et 2002 | 3:05 |

| 3. | Don't Play This Song (featuring Mary J. Blige) | Emile                              |                                            | 3:43 |
| 4. | We Aite (Wake Your Mind Up)                    | Emile, Plain Pat                   |                                            | 1:27 |
| 5. | Marijuana                                      | Dot da Genius, Kid Cudi, Mike Dean |                                            | 4:20 |
| 6. | Mojo So Dope                                   | Emile                              | Claustrophobia du Choir of Young Believers | 3:31 |

| 7.  | Ashin' Kusher                   | Chuck Inglish    |                     | 3:49 |
| 8.  | Erase Me (featuring Kanye West) | Jim Jonsin       |                     | 3:13 |
| 9.  | Wylin' Cuz I'm Young            | Plain Pat, Emile |                     | 4:14 |
| 10. | The Mood                        | Emile, No I.D.   | Laughing des Ebonys | 2:36 |

| 11. | MANIAC (featuring Cage et St. Vincent)                  | Anthony Kilhoffer, Mike Dean | The Strangers de St. Vincent                                                                   | 2:58 |
| 12. | Mr. Rager                                               | Emile, No I.D., Jeff Bhasker | Dernier domicile connu de François de Roubaix                                                  | 4:54 |
| 13. | These Worries (featuring Mary J. Blige)                 | Emile                        |                                                                                                | 4:16 |
| 14. | The End (featuring Chip tha Ripper, GLC et Nicole Wray) | Blended Babies               | I Need Your Love de Skip Mahoaney and the Casuals Soul Chicken de Bobby Allen & the Exceptions | 4:21 |

| 15. | All Along          | Emile                                     |                                    | 3:23 |
| 16. | GHOST!             | Emile, Ken Lewis, No I.D.                 | My Rainbow Life de The Freak Scene | 4:49 |
| 17. | Trapped in My Mind | Dot da Genius, Kid Cudi, Mike Dean, Emile |                                    | 3:34 |

| 18. | Maybe | Dot da Genius | 2:50 |

## Crédits
Crédits de l'album adaptés d'après le site AllMusic.
- Jennifer Beal – Producteur
- Blended Babies – Producteur
- Ray Bradley – Guitare
- Sandy Brummels – Directeur créatif
- Chip Tha Ripper – Ingénieur du son, rappeur
- A.E. Clark – Compositeur
- Mike Dean – Guitare, orgue, piano
- R. Evans – Compositeur, producteur
- Dot da Genius – Ingénieur du son, mixage, producteur
- Larry Gold – Chef d'orchestre, arrangeur des cordes, cordes
- Leonard Harris – Ingénieur du son
- Emile Haynie – Compositeur, ingénieur du son, producteur exécutif, claviers et synthétiseurs, Producteur
- Ghazi Hourani – Ingénieur du son
- Matt Huber – Assistant
- Chuck Inglish – Producteur
- Jim Jonsin – Compositeur, claviers, producteur, programming
- J.P. Keller – Basse, guitare
- Kid Cudi – Direction artistique, design, réalisateur, producteur exécutif, rappeur-chanteur, producteur
- Anthony Kilhoffer – Ingénieur du son, mixage, producteur
- Brent Kolatalo – Ingénieur du son
- Anthony Kronfle – Ingénieur du son
- Ken Lewis – Basse, guitare, claviers, bois
- Pamela Littky – Photographe
- Nigil Mack – A&R
- Erik Madrid – Assistant
- J.N. Makrigiannis – Compositeur
- Robert Marks – mixage
- Manny Marroquin – mixage
- Graham Marsh – Ingénieur du son
- Sean McCoy – Assistant
- Vlado Meller – Mastering
- Christian Mochizuki – Ingénieur du son
- O. Omishore – Compositeur
- Rich Perry – Compositeur, ingénieur du son
- Christian Plata – Assistant
- Kevin Porter – Ingénieur du son
- T. Randazzo – Compositeur
- Patrick "Plain Pat" Reynolds – Producteur exécutif, compositeur
- Frank Romano – Guitare
- Mark Santangelo – Assistant
- F.N. Schjoldan – Compositeur
- Kanye West – Compositeur, rappeur
- Ryan West – Ingénieur du son, mixage
- Jason Wilkie – Assistant
- James Wisner – Ingénieur du son
- Andrew Wright – Ingénieur du son
- Anthony Wright – Ingénieur du son
- Billy Zarro – Manager

## Classements
| Classement / pays (2010)         | Meilleure position |
| -------------------------------- | ------------------ |
| Canadian Albums Chart            | 5                  |
| UK Albums Chart                  | 88                 |
| Billboard 200                    | 3                  |
| Billboard Top R&B/Hip-Hop Albums | 1                  |
| Billboard Top Rap Albums         | 1                  |